# ゴールド・パンダ
ゴールド・パンダ（Gold Panda、1980年 - ）は、イギリス・ロンドン出身のエレクトロ・ミュージシャン、音楽プロデューサー、リミキサーである。

## 概要
BBCの「サウンド・オブ・2010」やピッチフォークのリーダーズポール2010年期待の新人などに選出され注目を集めた存在であり、ブロック・パーティやリトル・ブーツのプロデュースも手がけている。
2011年、自身がプロデュースを手掛けたデビュー・アルバム『ラッキー・シャイナー』をリリースした。

## ディスコグラフィ

### スタジオ・アルバム
- 『ラッキー・シャイナー』 - Lucky Shiner (2010年、Ghostly International/Notown)
- 『コンパニオン』 - Companion (2011年、Ghostly International/Notown)[1]
- 『ハーフ・オブ・ホェア・ユー・リヴ』 - Half of Where You Live (2013年、Ghostly International/Notown)
- 『グッド・ラック・アンド・ドゥ・ユア・ベスト』 - Good Luck and Do Your Best (2016年、City Slang)
- Jag Trax (2019年) ※DJ Jenifa名義
- 『ザ・ワーク』 - The Work (2022年、City Slang)

### EP
- Before (2009年) ※300枚限定CD-R
- Miyamae (2009年)
- You (2010年、Ghostly International) ※500枚限定
- Snow & Taxis (2010年、Ghostly)
- Marriage (2011年、Ghostly) ※レコード・ストア・デイ600枚限定
- 『DJキックス』 - DJ-Kicks: An Iceberg Hurled Northward Through Clouds (2011年、Studio !K7)
- Trust (2013年、Notown)
- 『イン・シーケンス』 - In Sequence (2013年、Yoshimoto Music) ※日本企画盤
- The Dream (2022年、Spotify)

## 来日公演
- 2010年10月9日 - 富士宮市・朝霧アリーナ（朝霧JAM '10）
- 2016年10月18日 - 渋谷WWW
- 2023年8月18日 - 幕張メッセ（SONICMANIA 2023）